# Schloss Schlackenhof

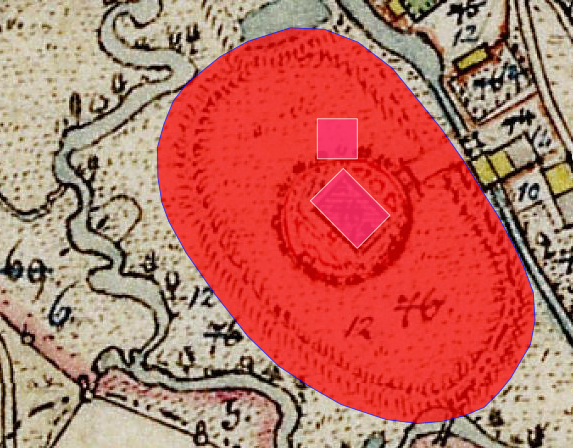
Lageplan von Schloss Schlackenhof auf dem Urkataster von Bayern

Das Schloss Schlackenhof befindet sich in dem gleichnamigen Gemeindeteil der Oberpfälzer Stadt Kemnath im Landkreis Tirschenreuth (Schlackenhof 13) und ist unter der Aktennummer D-3-77-129-70 als Baudenkmal verzeichnet. „Archäologische Befunde des Mittelalters und der frühen Neuzeit im Bereich des ehem. Hammerschlosses Schlackenhof, darunter die Spuren von Vorgängerbauten bzw. älterer Bauphasen“ werden zudem als Bodendenkmal unter der Aktennummer D-3-6137-0020 geführt.

## Geschichte
Angeblich wurde der Ansitz „Slawatenhouen“ 1298 erstmals erwähnt. Vielleicht war er eine Gründung der Grafen von Schweinfurt. Urkundlich sicher genannt wird Schlackenhof in dem Lehenbuch aus der Zeit vor 1400 der Leuchtenberger, dort heißt es: „Item Herman, Hanns Albrecht und Ott di Santner haben zu lehen … Slankenhofen.“ Die auf verschiedene Familien verteilten Anteile von Schlackenhof wurden von Fritz Stössl gekauft und kamen dann an seinen Sohn Hermann Stössl. Danach gelangten Teile davon an die Familie Pfeffer aus Weidenberg. 1444 wurde die Familie Sendelbeck auf dem Schlackenhof genannt. Das in mehrere Besitzanteile aufgeteilte Gut wurde um 1500 von dem Kemnather Bürger Paul Tollhopf wieder in einer Hand vereinigt. 1513 wurde es an den Schwiegersohn Jacob von Löneisen übergeben, der Schlackenhof an Georg von Tandorf verpfändete. 1540 waren die Söhne des Jacob, Hieronymus, Wolf und Rochius Löneisen die Besitzer. Diese veräußerten das Gut 1547 an Sebastian Giech von Kötzersdorf. Auf diesen folgte Veit von Giech zum Schlackenhoue, der Schlackenhof zu einem adeligen Landgut machte. Weitere Besitzer waren die Künsberg (1579, 1584), Pertsch (ab 1617), Hans Wolf von Wolfsthal (ab 1652), Franz du Quesnoy (ab 1699), Stephan Kaspar (ab 1713), Johann Wolfgang Trötscher (ab 1721) und die Stadler aus Nürnberg (ab 1763).
1809 kam Schlackenhof an den Freiherrn Franz von Rupprecht. Ab 1840 war der Ritter und Edle Johann Adam von Wilhelm Besitzer, ihm folgte Oswald von Wilhelm. 1852 wurde der Gutsbesitz „zertrümmert“.

## Schloss Schlackenhof heute
Das heutige Schloss wird um 1600 erbaut worden sein. Über die zu vermutenden Vorgängerbauten, die aus dem 12. und 13. Jahrhundert stammen könnten, ist nichts bekannt. Das ehemalige Hammerhaus ist ein zweigeschossiger verputzter Renaissancebau mit einem Satteldach und einem rundbogigen Zugang. Der Eingang zu dem Anwesen wird durch drei kugelbekrönte Natursteinquaderpfeiler und einem Pfeilgittertor aus dem späten 19. Jahrhundert betont. Bis zur Flurbereinigung war das Anwesen von einem ovalen Graben und einem Ringwall umgeben (60 × 100 m) und von der Haidenaab umflossen. Das Schloss war durch den Mühlkanal, an dem das Hammerwerk sowie die Schlossökonomie standen, von dem Dorf abgetrennt. Einst führte eine Brücke über den Mühlkanal direkt zum Eingang des Schlosses.